# Noell Mobile Systems
Pour les articles homonymes, voir Noell.
 (octobre 2018).
Noell Mobile Systems GmbH est un fabricant allemand de chariots cavaliers.
La société, fondée par Georg Heinrich Noell en 1824, est à l'origine une fonderie. La production est toujours à Wurtzbourg.